# تاکافومی ایوازاکی
تاکافومی ایوازاکی (انگلیسی: Takafumi Iwasaki؛ زادهٔ ۲۹ اوت ۱۹۷۶) آهنگساز، خواننده، و گیتارنواز اهل ژاپن است.